# José María Ponce de León (músico)
José María Ponce de León Ramírez (Bogotá, 16 de febrero de 1845 - Bogotá, 21 de septiembre de 1882) fue un compositor y director colombiano. 
Es el autor de las primeras óperas escritas en Colombia: Ester (estrenada el 2 de julio de 1874) y Florinda (estrenada el 18 de noviembre de 1880), así como de la zarzuela El castillo misterioso (27 de abril de 1876). En abril de 1877, es nombrado por decreto del Congreso Sargento mayor para apoder dirigir la Banda de Bogotá. 
Muere el 21 de septiembre de 1882, tras una ataque fulminante de aplopegia después de haber dirigido la banda en la habitual retreta de los jueves.

## Biografía

### Formación Musical
Ponce de León comienza su formación musical a muy temprana edad, siendo todavía escolar, de la mano de Saturnino Russi, carpintero de profesión y músico aficionado, que le enseñó los fundamentos del solfeo y la armonía. Asimismo, recibió clases del pianista, escritor y compositor de zarzuelas Juan Crisóstomo Osorio quien, a la sazón, impartía lecciones de música en el Colegio de Yerbabuena, en el que Ponce de León estudiaba.
A pesar de ello, se puede decir que durante esta época de formación inicial, la mayoría de los progresos de Ponce de León fueron fruto de su espíritu autodidacta. Combatió en la Guerra civil colombianana de 1860. Corrió con suerte de salir ileso; pues una bala le asestó en el pecho y se incrustó en un cristo de plata heredado de su madre.
En 1863 el joven Ponce de León, de apenas 17 años, estrena su primera ópera bufa Un alcalde a la antigua y dos primos a la moderna, con libreto de José María Samper.  En 1867, Eusebio Ponce de León, padre del joven compositor, decide enviar a su hijo estudiar música en París. Una vez llegado a la capital francesa, Ponce de León gana una plaza para ingresar al Conservatorio de esta ciudad tras resultar vencedor en un concurso de composición destinado a poner música de un himno a la paz.
Para comprender la significación de este acontecimiento basta mencionar que al susodicho concurso se presentaron más de ochenta aspirantes y que el jurado estaba integrado por Gioacchino Rossini, Daniel-François Auber, Hector Berlioz, Michele Carafa, Félicien David, Jean-Georges Kastner, Ambroise Thomas, Giuseppe Verdi y Charles Gounod". De ello da testimonio J.M González en un artículo publicado en El Telégrafo.
"Sus elevadas dotes le captaron el aprecio de sus condiscípulos, quienes con motivo de un trabajo suyo de ejecución sobre los Aires colombianos, lo sacaron en hombros de los salones del Conservatorio, en una noche en que, con numerosa concurrencia, se daba un concierto nacional"
En 1871 Ponce de León retorna a Colombia, dejando "Poder de su maestro Monsieur Chavet su ópera bufa Los Diez y una Salve que fue ejecutada en la iglesia de La Trinidad, con mucho éxito", según afirma el musicólogo colombiano José Ignacio Perdomo Escobar.

### Carrera profesional en Colombia
Tras la guerra franco-prusiana, Ponce de León salió de París, pasando por Italia y regresó a Bogotá en 1871. 
A inicios de 1874, el pintor mexicano Felipe Santiago Gutiérrez se encontraba en Bogotá, invitado por Rafael Pombo. Gutiérrez quiso organizar una Exhibición de Bellas Artes para la celebración patriota del 20 de julio, y convocó a los artistas a participar. Ponce de León, aprovechando la presencia de la compañía lírica italiana Rossi-d'Achardi, compuso la ópera Ester, sobre un libreto en español de Manuel Briceño, revisado por Rafael Pombo. La ópera se estrenó en el Coliseo Maldonado de Bogotá el 2 de julio de 1874, cantada en italiano por Virginia Fiorellini de Balma (Ester), Giovanni Colucci (Asuero), Augusto Pelleti (Mardoqueo) y Giovanni Zucchi (Amán). La ópera está inspirada en la obra homónima del dramaturgo francés Jean Racine.
En 1876, la presencia en Bogotá de la compañía española de zarzuela de Josefa Mateo fue el detonante para que José María Gutiérrez de Alba escribiera el libreto de la zarzuela en tres actos El castillo misterioso. que Ponce de León puso en música. Se trata de la primera zarzuela grande escrita en Colombia en el siglo XIX.
Tras el éxito de Ester y de El castillo misterioso, varias personas instaron al gobierno a que apoyara al compositor con una beca de estudio. Finalmente, en abril de 1877, el Congreso nombró a José María Ponce de León sargento mayor y unificó la Banda de Bogotá que puso bajo su dirección. De esta manera, Ponce de León se convierte en el primer músico colombiano con un salario fijo, que pudo vivir de su arte, algo todavía inusual en una época en la que la mayor parte de la actividad musical se daba a nivel de aficionados.
El 18 de noviembre de 1880, la compañía lírica oganizada en Bogotá por la soprano austriaca Emilia Benic estrenó la última ópera de Ponce de León, Florinda, escrita sobre un libreto en español de Rafael Pombo. Pombo se inspiró en la leyenda española de Florinda, y más específicamente de la versión escrita por Ángel Saavedra, duque de Rivas. El libreto fue traducido al italiano por Orestes Sindici. En el elenco, participó el pintor y cantante colombiano Epifanio Garay, estrenando el papel del astrólogo Rubén. Fue la ópera que más representacione tuvo, e incluso se volvió a presentar en 1893 por la compañía de Augusto Azzali.
Asimismo, Ponce de León escribió varias obras para piano, canciones, himnos, obras religiosas. La falta de imprenta musical en Colombia en el siglo XIX impidió que su música, como la de otros compositores de la época, se diera a conocer más allá de Bogotá.

## Familia
Diego Ponce de León, tatarabuelo del compositor, fue “regidor perpetuo” de Málaga (España). Su hijo Francisco Ponce de León (nacido en 1747) llegó al Virreinato de Nueva Granada en 1775 como teniente de alabarderos de la guardia personal del virrey Manuel Antonio Flórez. De su unión con María Ana Prieto y Dávila nació en 1784 José María, abuelo del compositor.   
Durante las revueltas independentistas, Francisco Ponce de León combatió del lado de los realistas, llegando incluso a traicionar los independentistas. Hacia 1810 nació Eusebio (fallecido en 1876), padre del compositor.  

## Obras
Óperas y zarzuelas
- Un alcalde a la antigua y dos primos a la moderna (1865). Opera bufa en dos actos con libreto de José María Samper.
- Ester (2 de julio de 1874, Bogotá). Ópera bíblica en tres actos con libreto de Manuel Briceño  y Rafael Pombo
- El castillo misterioso (17 de abril de 1876). Zarzuela en tres actos con libreto de José María Gutiérrez de Alba.
- Florinda o la Eva del reino godo español (18 de noviembre de 1880). Ópera mayor española en cuatro actos con libreto de Rafael Pombo.

Música Religiosa
- Misa de Réquiem (1880)

Sinfonías
- Sinfonía sobre temas colombianos (1881)

Valses.
- El Dorado
- La Cita
- A la más bella
- Mi triste suerte
- Sueños Dorados
- La Hermosa Sabana

Mazurcas
- Luisa

Bambucos
- Amonestaciones.

Polkas
- La copa de Champaña

Además de lo anterior, Ponce de León dejó algunas obras inéditas.